# Głowaczów
Głowaczów – miasto w Polsce, położone w województwie mazowieckim, w powiecie kozienickim, w miejsko-wiejskiej gminie Głowaczów. Jest siedzibą gminy oraz parafii św. Wawrzyńca.
Głowaczów znajduje się na Mazowszu na terenie historycznego Zapilicza. Uzyskał lokację miejską od założenia w 1445. Został pozbawiony praw miejskich 13 stycznia 1870 i włączony do gminy Lipa w powiecie kozienickim, którą przekształcono w gminę Mariampol. W latach 1870–1954 siedziba wiejskiej gminy Mariampol, 1954–1972 gromady Głowaczów, a od 1973 nowej gminy Głowaczów. W latach 1975–1998 należał do województwa radomskiego. 1 stycznia 2024 odzyskał status miasta.
Według danych GUS z 1 stycznia 2024 miasto liczyło 826 mieszkańców, będąc trzecim najsłabiej zaludnionym miastem w województwie.

## Położenie
Miejscowość leży nad rzeką Radomką na trasie między Warką a Kozienicami, otoczona Puszczą Kozienicką i Puszczą Stromecką. Krzyżuje się tu droga krajowa nr 48 z drogą wojewódzką 730. Przez Głowaczów przebiega pieszy  szlak im. Witaliusza Demczuka. Głowaczewo położone było w drugiej połowie XVI w. w powiecie wareckim ziemi czerskiej województwa mazowieckiego.

## Historia
Na początku XX w. prowadzone były prace archeologiczne m.in. „Na Trawce” koło młyna, które ujawniły pozostałości po pogańskim cmentarzysku (kultura Przeworska) z I i II w. p.n.e.
Miasto Głowaczów zostało założone w 1445 przez Sędziwoja Głowacza Leżeńskiego herbu Nałęcz, na gruntach wsi Leżenice, za zezwoleniem księcia mazowieckiego Bolesława, na prawie chełmińskim. Wraz z miastem powstał kościół i parafia rzymskokatolicka. Głowaczów był ośrodkiem garncarstwa, w którym wytwarzane były przede wszystkim siwaki. Mieszkańcy zajmowali się również handlem i tkactwem.
Kolejnymi dziedzicami Głowaczowa byli Leżeńscy, Wieszczyńscy i Boscy herbu Jasieńczyk wraz z rodziną Ostrorogów.
W 1576 w Głowaczowie przebywał król Stefan Batory, który zatrzymał się w mieście jadąc do Radomia, by potwierdzić przywileje dla szlachty.
Głowaczów utracił prawa miejskie w 1869 i został przyłączony do gminy Lipa.
W drugiej połowie XVII w. w Głowaczowie zaczęli osiedlać się Żydzi, a w następnym stuleciu powstała samodzielna gmina wyznaniowa. W 1827 w 64 domach mieszkało 490 ludzi, w 1861 w 98 domach 3934 (z czego 396 Żydów), zaś pod koniec tamtego stulecia w 121 domach 1424 mieszkańców. W bitwie pod Lipą koło Głowaczowa 15 lutego 1864 poniósł klęskę oddział powstańczy „Dzieci Warszawy” pod dowództwem por. Pawła Gąsowskiego. W 1899 powstała synagoga, wcześniej istniał już żydowski cmentarz. W 1921 było 2271 mieszkańców.
We wrześniu 1939 toczyły się tu walki oddziałów osłaniających wycofującą się za Wisłę Armię „Prusy”. 10 września 1939 odbyła się bitwa o Głowaczów, w której walczyła 13 Kresowa Dywizja Piechoty wspomagana przez 1 Batalion Czołgów Lekkich. Podczas bitwy zniszczono przynajmniej dwa niemieckie czołgi, a w rezultacie walk Niemcy wycofali się za Radomkę. Głowaczów został poważnie zniszczony podczas kampanii wrześniowej.
Pewną liczbę Żydów z Głowaczowa wywieziono do obozów pracy w dystrykcie lubelskim w 1940. Wiosną 1940 mieszkańcy Głowaczowa, a więc i Żydzi, zostali wysiedleni w związku z budową poligonu lotniczego w okolicy. Żydów przeniesiono na nieużytki między Jasieńcem a Mariampolem, gdzie żyli w prowizorycznych budach z dykty, blachy itp. Rozlokowanie przesiedleńców odbyło się przy udziale i wedle wskazań Naczelnej Rady Starszych z Radomia. W drugiej połowie sierpnia 1942 Żydów z Głowaczowa przeniesiono do getta w Kozienicach, skąd zostali później wywiezieni do Treblinki, gdzie ich wymordowano.
W sierpniu 1944 podczas walk na przyczółku warecko-magnuszewskim miały miejsce ciężkie walki najpierw w dniach 9–16 sierpnia kilka kilometrów na północ od Głowaczowa znane jako bitwa pod Studziankami. Następnie w dniach 19–22 sierpnia odbyła się równie ciężka bitwa o Głowaczów. Najpierw oddziały Armii Czerwonej pod dowództwem marszałka Czujkowa w ramach planowanej szerszej operacji zdobyły miasto, które następnie zostało odbite przez Wehrmacht. Wygranie przez Niemców bitwy o Głowaczów zatrzymało planowaną sowiecką ofensywę na Radom. Następnie front zatrzymał się na tym odcinku do stycznia 1945. W wyniku działań wojennych w sierpniu 1944 miasto zostało prawie całkowicie zniszczone.
W 1949 została utworzona gmina Głowaczów z siedzibą w Głowaczowie. Wcześniej Głowaczów był siedzibą gminy Mariampol.

## Religia
Od 1390 w Leżenicach istniał pierwotny drewniany kościół wraz z parafią, wybudowany staraniem Jana Głowacza Leżeńskiego. W 1445, gdy powstało miasto, powstała jako druga parafia Głowaczów oraz kościół pw. św. Wawrzyńca. Parafia Leżenice przetrwała do 1621 w dekanacie zwoleńskim. Obydwa kościoły zostały zniszczone przez Szwedów. W 1675 został wybudowany nowy kościół, ufundowany przez biskupa Tomasza Leżeńskiego. Świątynia ta przetrwała do 1944, kiedy została wysadzona przez Niemców.
Obecny kościół został wybudowany w latach 1956–1966 według projektu Władysława Pieńkowskiego. Świątynia jest przejawem szukania stylu narodowego w architekturze. Budowniczym kościoła był ks. Stanisław Sikorski.
Obecny cmentarz parafialny w Głowaczowie pochodzi z pierwszej połowy XIX w..
Parafia św. Wawrzyńca jest siedzibą dekanatu głowaczowskiego, należącego do diecezji radomskiej.

## Zabytki
Do rejestru zabytków nieruchomych wpisany jest parafialny cmentarz rzymskokatolicki (najstarsza część, z nagrobkami) z pierwszej połowy XIX, nr rej.: A-1243 z 6.05.2014.

## Ważniejsze obiekty
- Urząd Miasta i Gminy Głowaczów
- Kościół św. Wawrzyńca w Głowaczowie, wybudowany w 1966
- Cmentarz parafialny w Głowaczowie
- Cmentarz żydowski w Głowaczowie, założony w XVIII w.
- Bank Spółdzielczy w Głowaczowie, założony w 1910[40]
- Ochotnicza Straż Pożarna w Głowaczowie, założona w 1896
- Obelisk poświęcony Józefowi Piłsudskiemu, znajdujący się na skwerku jego imienia[41][42], którego realizatorem był Jacek Michał Szpak
- Kopiec Józefa Piłsudskiego, jeden z siedmiu w Polsce, usypany w 1935 po śmierci marszałka przez mieszkańców Głowaczowa[43]
- Pomnik upamiętniający śmierć żołnierzy i ludności cywilnej podczas II wojny światowej na terenie gminy Głowaczów[44]
- Stadion sportowy z dwoma boiskami, szatniami i siedzibą klubu KS Legion Głowaczów

## Oświata
Dokumenty wymieniają szkołę elementarną działającą w Głowaczowie w 1827. Obecnie na terenie Głowaczowa działają:
- Publiczna Szkoła Podstawowa w Głowaczowie im. Tadeusza Kościuszki
- Niepubliczne Liceum dla dorosłych w Głowaczowie

Wcześniej istniało Publiczne Gimnazjum w Głowaczowie im. Jana Pawła II.

## Sport
Na terenie Głowaczowa działają:
- KS Legion Głowaczów (Klub Sportowy Legion Głowaczów)[48] – klub piłkarski z siedzibą w Głowaczowie założony w 1954[48] z inicjatywy mieszkańca Głowaczowa – Euzebiusza Małaśnickiego, który był jego zawodnikiem. Legion obecnie jest klubem tylko piłkarskim, jednak w przeszłości istniało wiele sekcji min. szermierka. Najwyższą ligą w jakiej znajdował się klub to klasa okręgowa[49]
- UKS Jastrząb Głowaczów – klub piłkarski założony w 2000 przez Krzysztofa Wolskiego, trenera i jednocześnie prezesa klubu[50]. Do największych sukcesów klubu należą: zajęcie 7 miejsca w finale krajowym Turnieju Marka Wielgusa w 2003 oraz zajęcie 2 miejsca w półfinale krajowym w 2004. Wychowankiem UKS Jastrząb Głowaczów jest reprezentant Polski Rafał Wolski[50].

## Galeria zdjęć

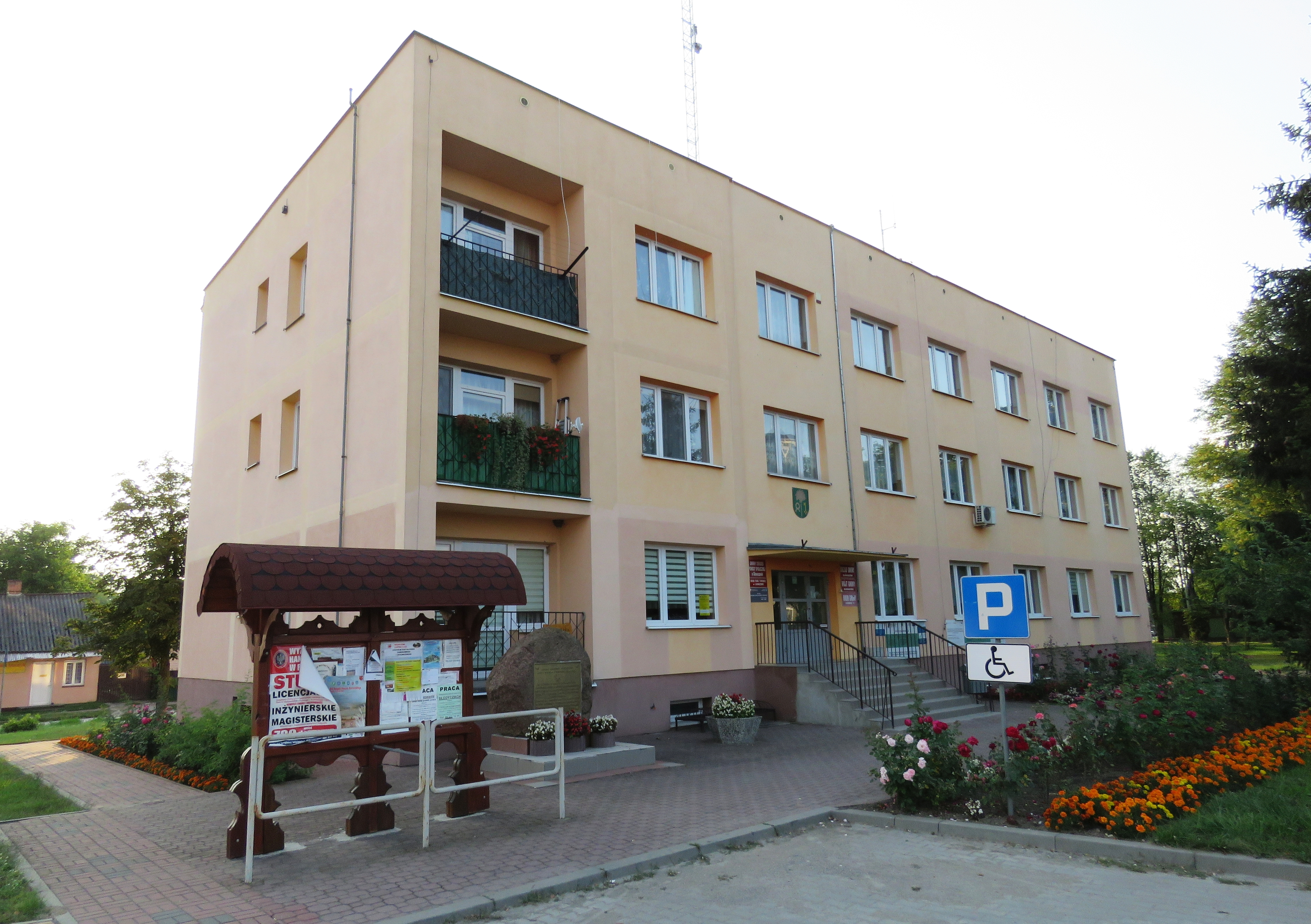
Budynek Urzędu Gminy Głowaczów
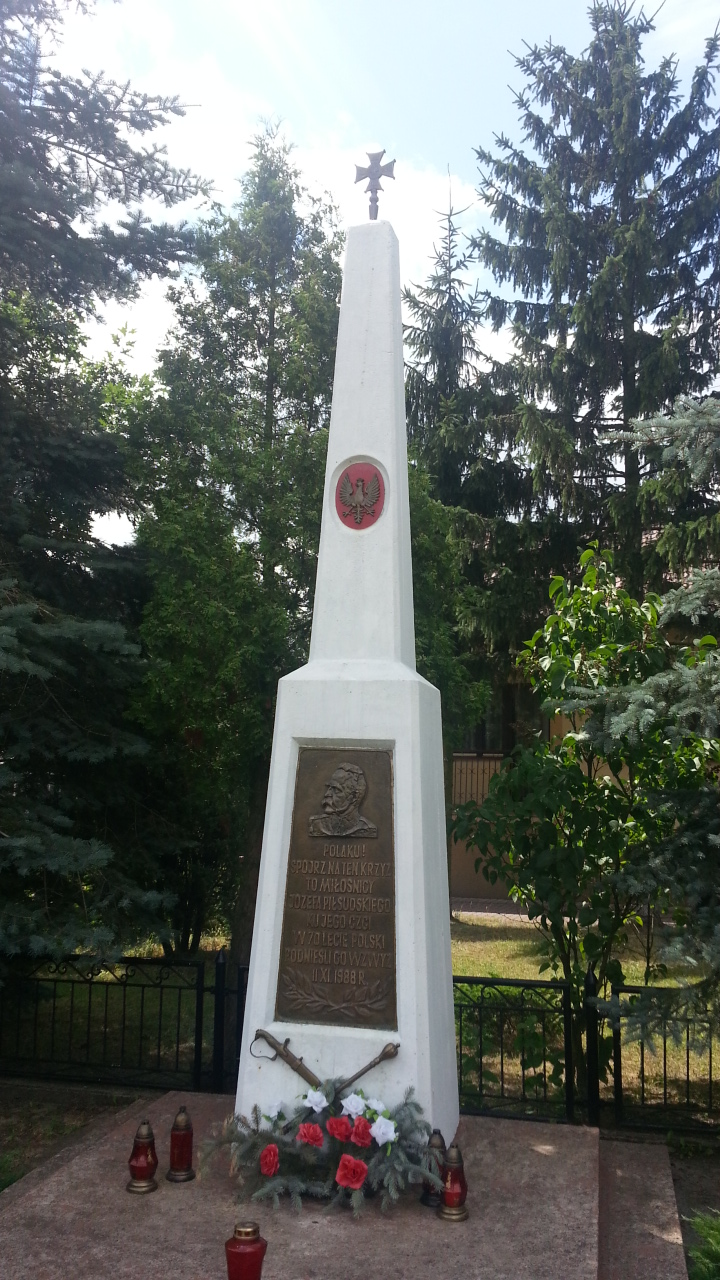
Pomnik poświęcony Józefowi Piłsudskiemu
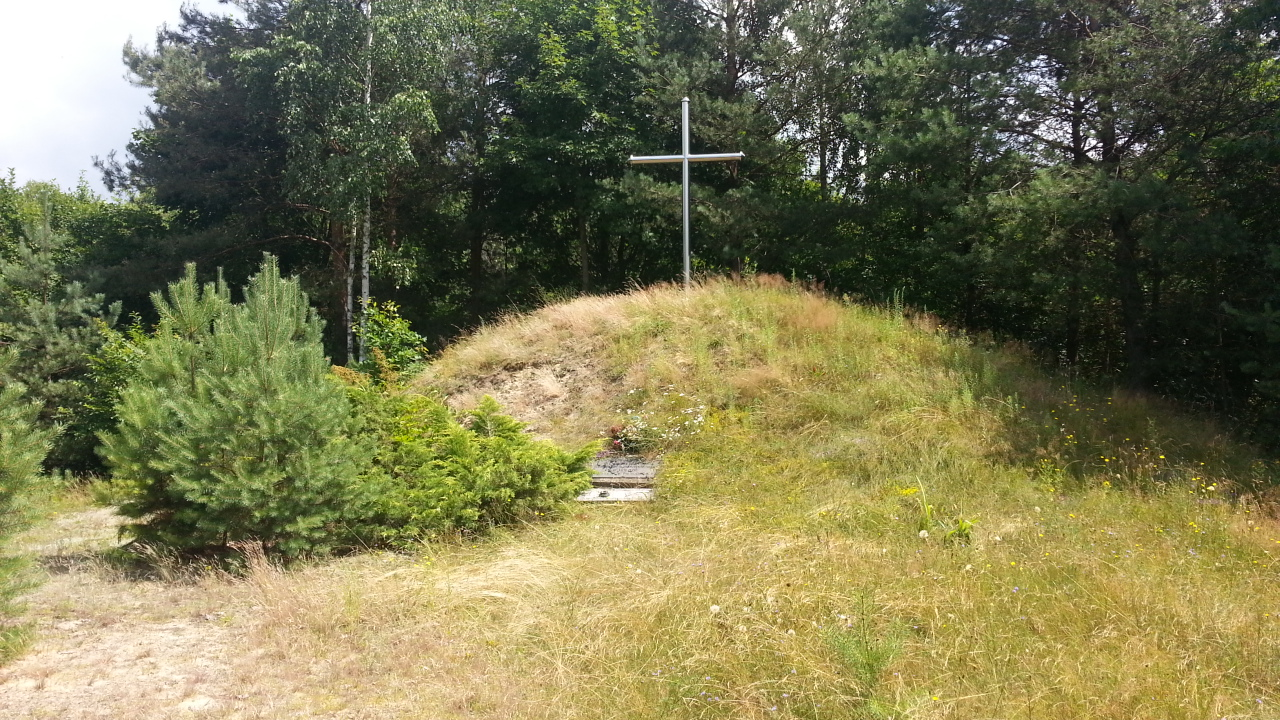
Kopiec pamięci Józefa Piłsudskiego
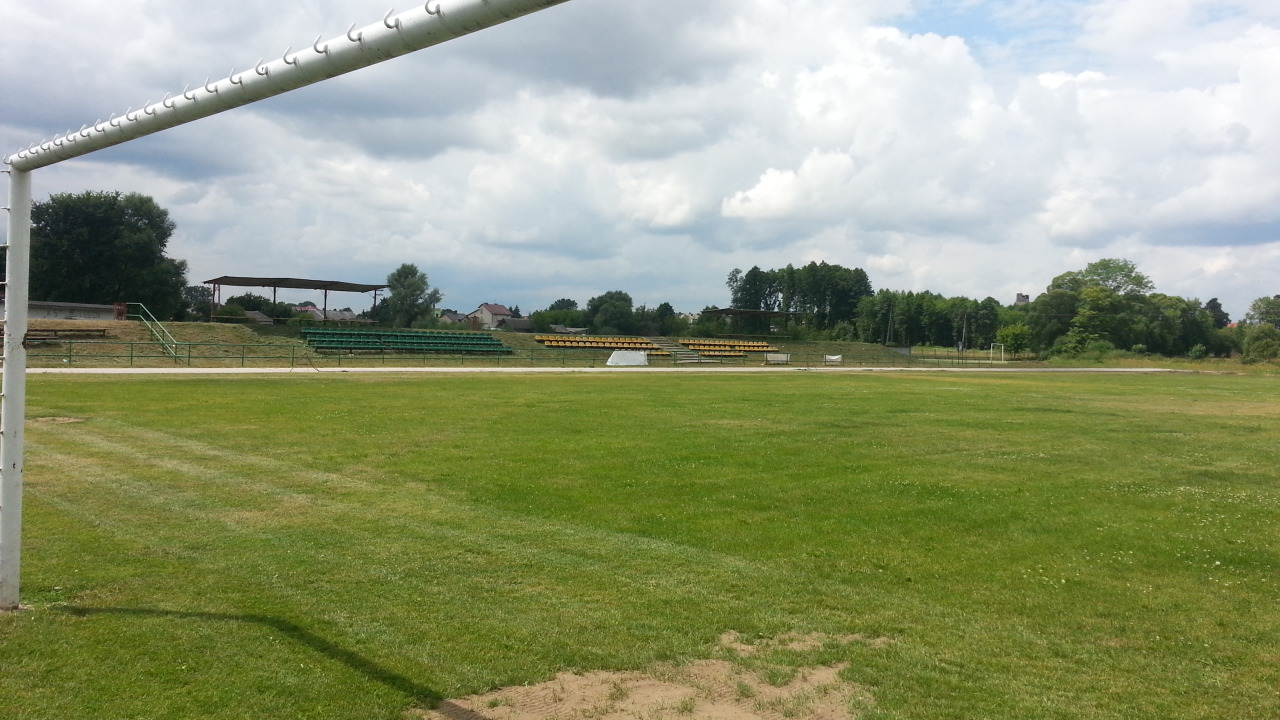
Trybuny boiska KS Legion Głowaczów
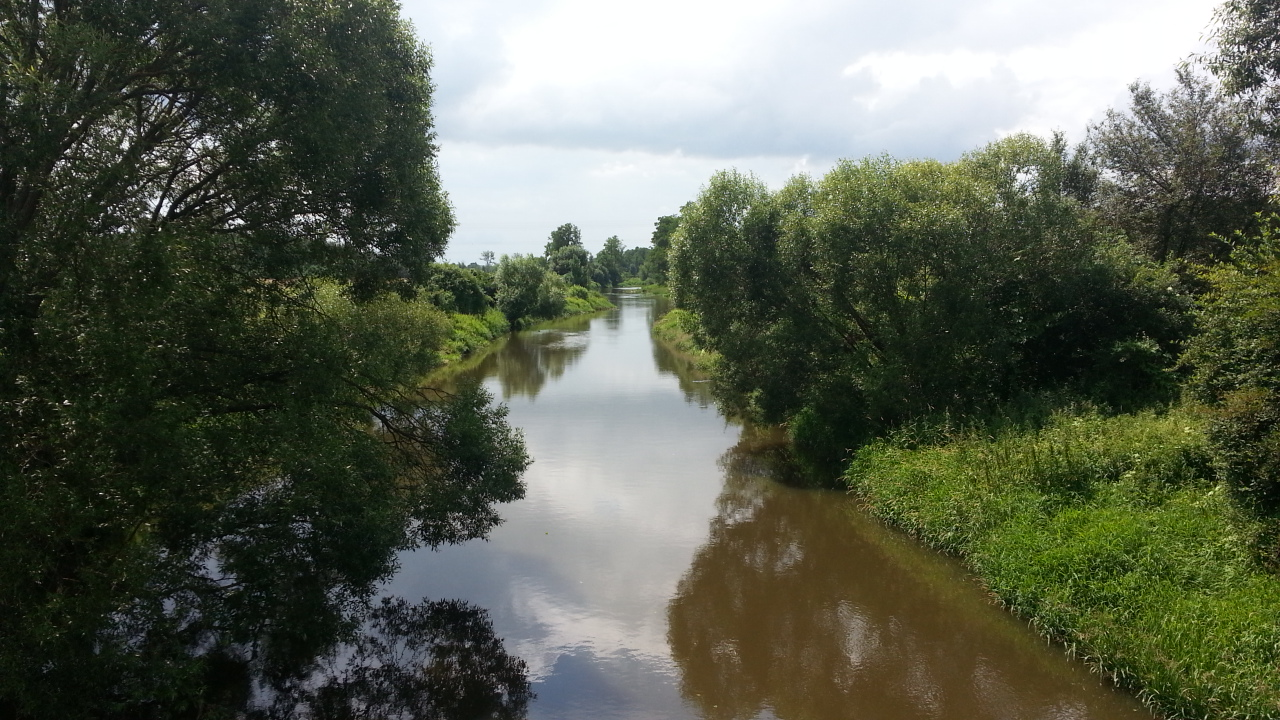
Radomka – widok z mostu DK48
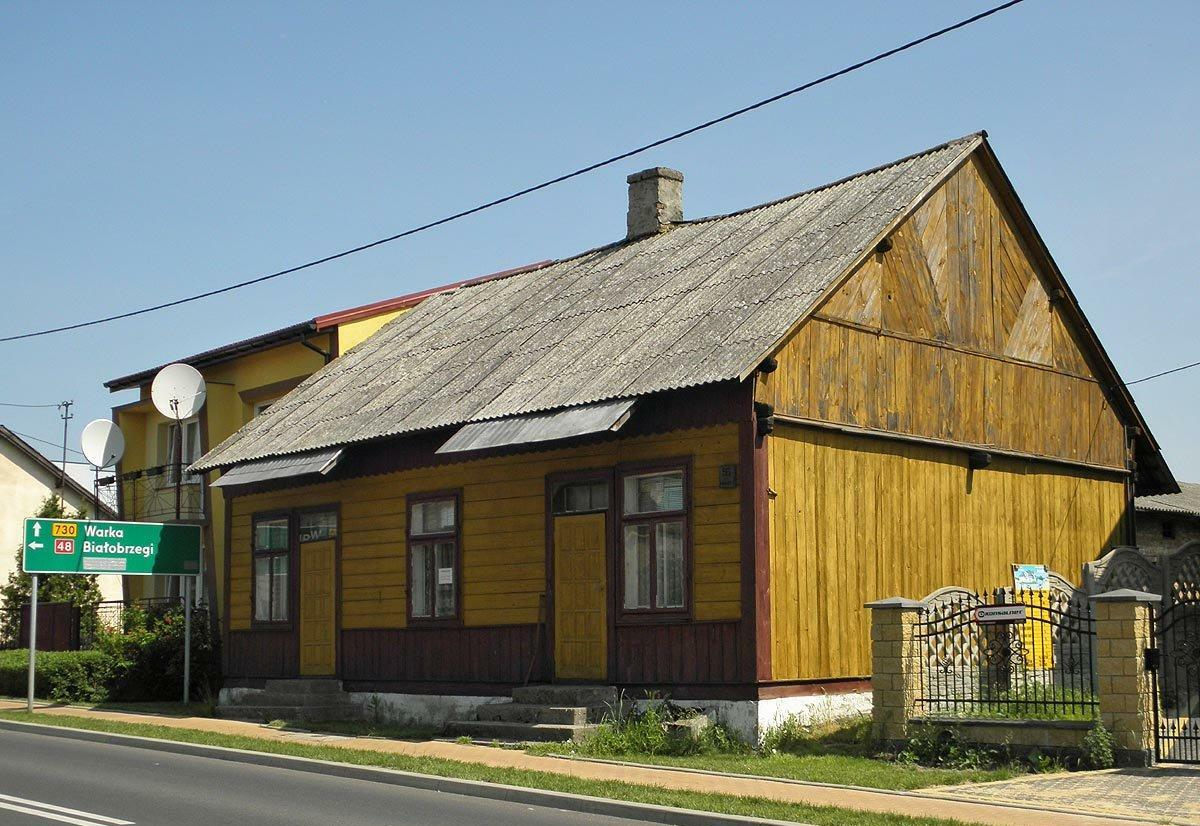
Dom wybudowany po wojnie
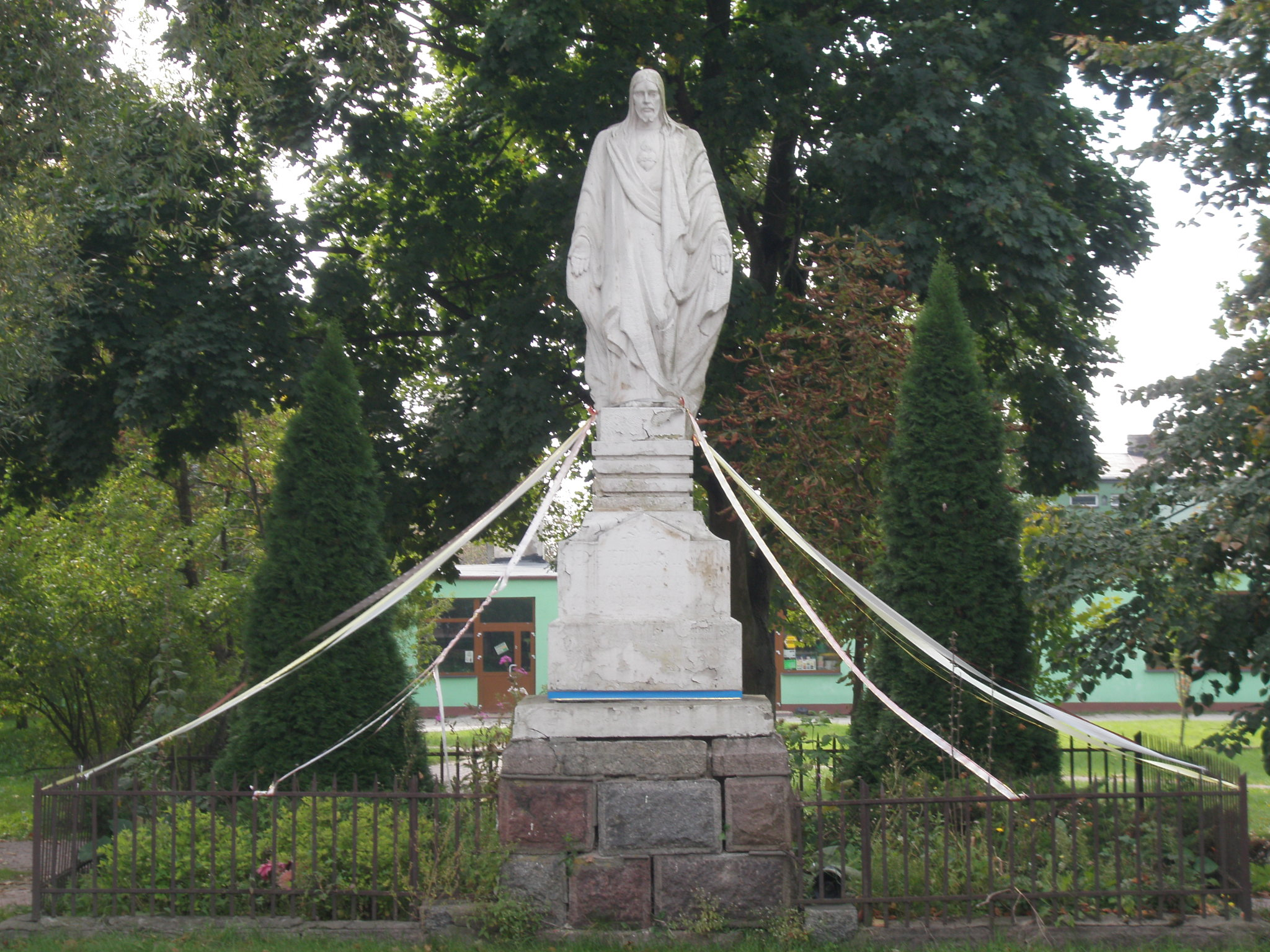
Figura Chrystusa w parku
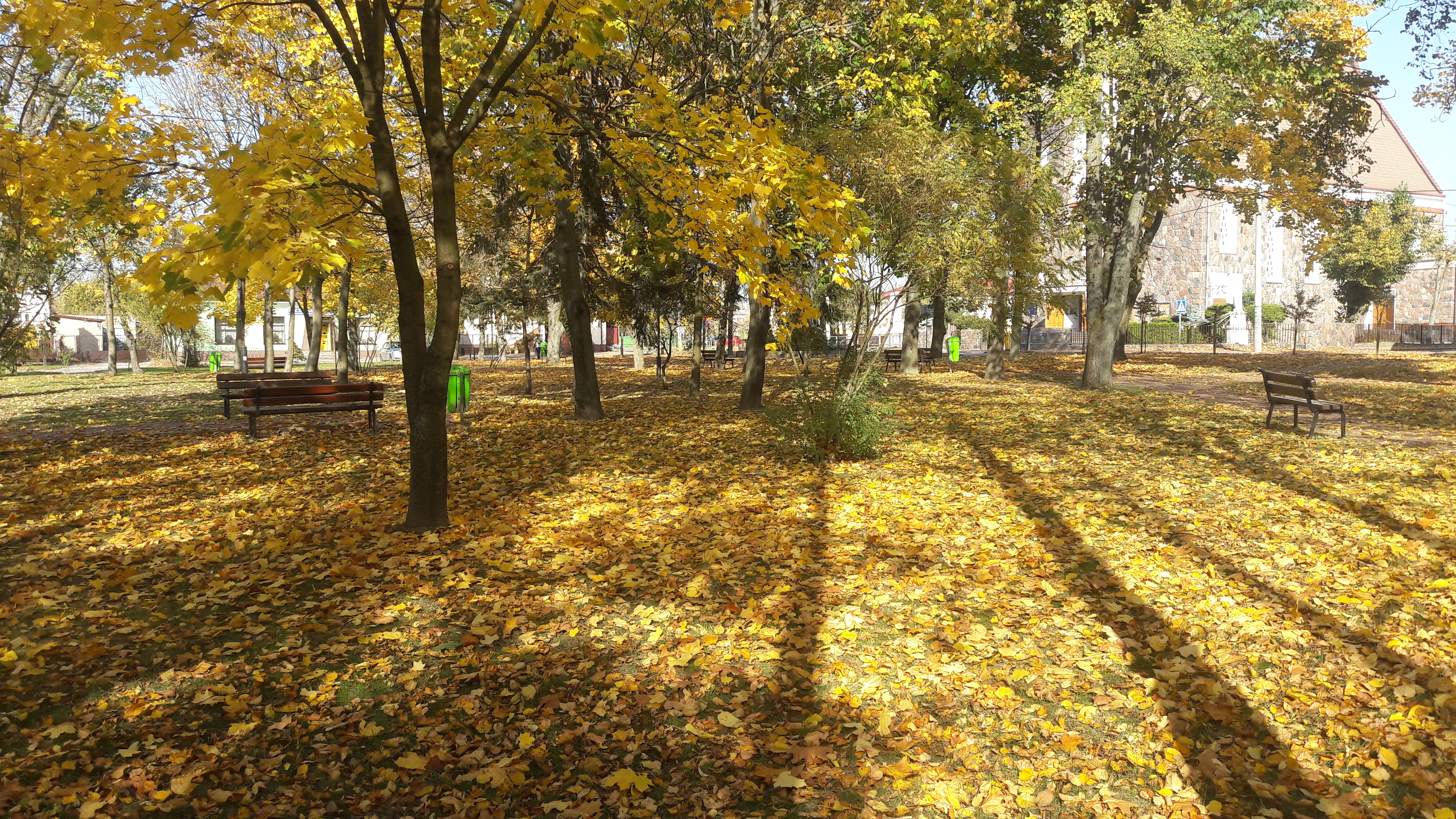
Skwer na rynku w Głowaczowie jesienią